# Chapala, Sinaloa
Chapala är en ort i Mexiko.   Den ligger i kommunen Cosalá och delstaten Sinaloa, i den centrala delen av landet, 1 000 km nordväst om huvudstaden Mexico City. Chapala ligger 98 meter över havet och antalet invånare är 316.
Terrängen runt Chapala är kuperad åt sydost, men åt nordväst är den platt. Runt Chapala är det mycket glesbefolkat, med 6 invånare per kvadratkilometer. Närmaste större samhälle är Tabalá, 12,7 km väster om Chapala. I omgivningarna runt Chapala växer i huvudsak lövfällande lövskog.